# Jason Jennings
Jason Ryan Jennings (né le 17 juillet 1978 à Dallas, Texas, États-Unis) est un lanceur droitier de baseball qui évolue en Ligues majeures de 2001 à 2009. Il est désigné meilleure recrue de la Ligue nationale en 2002 comme joueur des Rockies du Colorado. Il joue par la suite pour les Astros de Houston et les Rangers du Texas.

## Biographie
Étudiant à l'Université Baylor où il porte les couleurs des Bears, Jason Jennings est drafté en juin 2006 par les Rockies du Colorado au premier tour de sélection (16e choix). 
Il débute en Ligue majeure le 23 août 2001 et dispute sa première saison complète en 2002. À son premier match, où il mérite sa première victoire dans un gain de 10-0 des Rockies sur les Mets de New York, le lanceur se distingue par son coup de bâton avec 3 coups sûrs, dont un circuit, et deux points produits.
Jennings est désigné recrue de l'année en 2002 en Ligue nationale.
Il est transféré le 12 décembre 2006 chez les Astros de Houston. Devenu agent libre après la saison 2007, il rejoint les Rangers du Texas le 17 janvier 2008.
Lanceur partant jusqu'en 2008, il est lanceur de relève à sa dernière saison, en 2009 avec les Rangers.